# NIGHT RAMBLER
NIGHT RAMBLER（ナイトランブラー）は、毎週月曜日〜木曜日の25:00〜28:00にFM802で放送されていたラジオ番組である。
2010年4月、FUNKY JAMS 802の放送終了に伴いDJがそのままスライドされる形で放送開始、2012年3月放送終了。

## DJ
- 月 - 野村雅夫
- 火 - 鬼頭由芽
- 水 - 平野聡
- 木 - 竹内琢也

## 曜日別コーナー
月曜日
- 26時台 - 雅押し
- 26時台 - ゴリ押し
- 27時台 - 偉人ライダー

火曜日
- 27時台 - すぎさまの絵本紹介

水曜日
- 25時台 - 平野聡の阪急電車
- 26時台 - つながリクエスト
- 27時台 - 今週の平野家

木曜日
- 26〜27時台 - 竹内HOT5
- 27時台 - 静けさリクエスト
- 27時台 - 先生風の男

| FM802 月-木 25:00-27:00 | FM802 月-木 25:00-27:00 | FM802 月-木 25:00-27:00 |
| 前番組                  | 番組名                  | 次番組                  |
| ----------------------- | ----------------------- | ----------------------- |
| -                       | NIGHT RAMBLER           | 802 MUSIC PLANET        |
| FM802 月-木 27:00-28:00 |                         |                         |
| FUNKY JAMS 802          | NIGHT RAMBLER           | RADIO IT                |